# Walerij Kirijenko
Walerij Wiktorowicz Kirijenko (ros. Валерий Викторович Кириенко, ur. 13 lutego 1965 w Murmańsku) – rosyjski biathlonista startujący również w barwach WNP i ZSRR, dwukrotny medalista olimpijski i trzykrotny medalista mistrzostw świata.

## Kariera
Pierwszy sukces w karierze osiągnął w 1985 roku zdobywając na mistrzostwach świata juniorów w Egg złoty medal w sprincie. W Pucharze Świata zadebiutował 30 stycznia 1986 roku w Oberhofie, zajmując szóste miejsce w biegu indywidualnym. Tym samym już w debiucie zdobył pierwsze punkty. Na podium zawodów tego cyklu po raz pierwszy stanął 23 stycznia 1992 roku w Anterselvie, wygrywając bieg indywidualny. W zawodach tych wyprzedził swego rodaka Siergieja Czepikowa i Geira Einanga z Norwegii. W kolejnych startach jeszcze trzy razy plasował się w czołowej trójce: 11 grudnia 1993 roku w Bad Gastein był trzeci w sprincie, 16 grudnia 1993 roku w Pokljuce zajął trzecie miejsce w biegu indywidualnym, a 10 marca 1994 roku w Hinton był drugi w tej samej konkurencji. Najlepsze wyniki osiągnął w sezonie 1993/1994, kiedy zajął czwarte miejsce w klasyfikacji generalnej.
W 1992 roku wspólnie z Walerijem Miedwiedcewem, Aleksandrem Popowem i Siergiejem Czepikowem wywalczył srebrny medal w sztafecie podczas igrzysk olimpijskich w Albertville. Zajął tam także piąte miejsce w sprincie i jedenaste miejsce w biegu indywidualnym. Na rozgrywanych dwa lata później igrzyskach olimpijskich w Lillehammer był szesnasty w sprincie, a razem z Władimirem Draczowem, Siergiejem Tarasowem i Siergiejem Czepikowem wywalczył kolejny srebrny medal w sztafecie. W międzyczasie zdobył dwa medale podczas mistrzostw świata w Borowcu w 1993 roku. Razem z Miedwiedcewem, Tarasowem i Czepikowem był drugi w sztafecie, a razem z Aleksiejem Kobielewem, Siergiejem Łożkinem i Siergiejem Czepikowem zajął też drugie miejsce w biegu drużynowym. Ponadto w 1994 roku reprezentacja Rosji w składzie: Władimir Draczow, Aleksiej Kobielew, Walerij Kirijenko i Siergiej Tarasow wywalczyła srebro w biegu drużynowym na mistrzostwach świata w Canmore.
W 1991 roku był mistrzem ZSRR w biegu indywidualnym.
W 1994 roku został odznaczony Medalem Orderu „Za zasługi dla Ojczyzny” II klasy.

## Osiągnięcia

### Igrzyska olimpijskie
| Rok  | Miejscowość | Konkurencje | Konkurencje | Konkurencje | Konkurencje | Konkurencje | Konkurencje | Konkurencje |
| Rok  | Miejscowość | IN          | SP          | PU          | MS          | RL          | MR          | SR          |
| ---- | ----------- | ----------- | ----------- | ----------- | ----------- | ----------- | ----------- | ----------- |
| 1992 | Albertville | 11.         | 5.          | nd.         | nd.         | 2.          | nd.         | –           |
| 1994 | Lillehammer | 35.         | 16.         | nd.         | nd.         | 2.          | nd.         | –           |

### Mistrzostwa świata
| Rok  | Miejscowość | Konkurencje | Konkurencje | Konkurencje | Konkurencje | Konkurencje | Konkurencje | Konkurencje |
| Rok  | Miejscowość | IN          | SP          | PU          | MS          | RL          | MR          | SR          |
| ---- | ----------- | ----------- | ----------- | ----------- | ----------- | ----------- | ----------- | ----------- |
| 1991 | Lahti       | 12.         | –           | nd.         | nd.         | –           | nd.         | –           |
| 1993 | Borowec     | –           | 8.          | nd.         | nd.         | 2.          | nd.         | –           |

### Puchar Świata

#### Miejsca w klasyfikacji generalnej
| Sezon     | Miejsce |
| --------- | ------- |
| 1985/1986 | 30.     |
| 1986/1987 | 71.     |
| 1990/1991 | 36.     |
| 1991/1992 | 19.     |
| 1992/1993 | 52.     |
| 1993/1994 | 4.      |
| 1994/1995 | 61.     |
| 1995/1996 | 61.     |

#### Miejsca na podium chronologicznie
| Lp. | Dzień       | Rok  | Miejscowość | Konkurencja                | Lokata | Pudła   | Czas biegu | Strata | Zwycięzca             |
| --- | ----------- | ---- | ----------- | -------------------------- | ------ | ------- | ---------- | ------ | --------------------- |
| 1.  | 23 stycznia | 1992 | Anterselva  | Bieg indywidualny na 20 km | 1.     | 0+1+0+0 | 57:43,5    | –      | –                     |
| 2.  | 11 grudnia  | 1993 | Bad Gastein | Sprint na 10 km            | 3.     | 0+0     | 33:14,7    | +41,2  | Patrice Bailly-Salins |
| 3.  | 16 grudnia  | 1993 | Pokljuka    | Bieg indywidualny na 20 km | 3.     | 0+1+0+1 | 53:51,4    | +52,0  | Patrice Bailly-Salins |
| 4.  | 10 marca    | 1994 | Hinton      | Bieg indywidualny na 20 km | 2.     | 1+0+0+0 | 56:07,6    | +43,4  | Wilfried Pallhuber    |